# 요나라의 황제
요(遼)의 황제(907년 ~ 1125년)
요나라에는 9명의 황제가 있었다. 요나라는 거란이 이끄는 중국의 왕조로 전성기에 현재 중국의 산시, 허베이, 랴오닝, 지린, 헤이룽장, 내몽고 지방과 한반도 일부, 러시아 영토 일부, 극동, 몽골 고원의 대부분을 통치했다.
| 대수  | 묘호                              | 시호                                             | 성명                | 거란 이름       | 연호 | 재위기간        | 능호           |
| ----- | --------------------------------- | ------------------------------------------------ | ------------------- | --------------- | --- | --------------- | -------------- |
| -     | 요 숙조 (遼肅祖) (요 태조 추숭)   | 소열황제 (昭烈皇帝)                              | -                   | 누리사 (耨里思) | - | -               | -              |
| -     | 요 의조 (遼懿祖) (요 태조 추숭)   | 장경황제 (莊敬皇帝)                              | -                   | 살랄덕 (薩剌德) | - | -               | -              |
| -     | 요 현조 (遼玄祖) (요 태조 추숭)   | 간헌황제 (簡獻皇帝)                              | -                   | 균덕식 (勻德寔) | - | -               | -              |
| -     | 요 덕조 (遼德祖) (요 태조 추숭)   | 선간황제 (宣簡皇帝)                              | -                   | 살랄적 (撒喇的) | - | -               | -              |
| 제1대 | 요 태조 (遼太祖)                  | 대성대명신열천황제 (大聖大明神烈天皇帝)          | 야율억 (耶律億)     | 아보기 (阿保機) | 신책(神冊) 916년 ~ 922년 천찬(天贊) 922년 ~ 926년 천현(天顯) 926년                                                                     | 916년 ~ 926년   | 조릉(祖陵)     |
| 제2대 | 요 태종 (遼太宗)                  | 효무혜문황제 (孝武惠文皇帝)                      | 야율덕광 (耶律德光) | 요골 (堯骨)     | 천현(天顯) 926년 ~ 938년 회동(會同) 938년 ~ 947년 대동(大同) 947년                                                                     | 926년 ~ 947년   | 회릉(懷陵)     |
| -     | 요 의종 (遼義宗) (요 세종 추숭)   | 문헌흠의황제 (文獻欽義皇帝)                      | 야율배 (耶律倍)     | 돌욕 (突欲)     | - | -               | 현릉(顯陵)     |
| 제3대 | 요 세종 (遼世宗)                  | 효화장헌황제 (孝和莊憲皇帝)                      | 야율원 (耶律阮)     | 올욕 (兀欲)     | 천록(天祿) 947년 ~ 951년 | 947년 ~ 951년   | 현릉(顯陵)     |
| 임시  | -                                 | 익황제 (翼皇帝)                                  | -                   | 찰할 (察割)     | - | 951년           | -              |
| 제4대 | 요 목종 (遼穆宗)                  | 효안경정황제 (孝安敬正皇帝)                      | 야율경 (耶律璟)     | 술률 (述律)     | 응력(應曆) 951년 ~ 969년 | 951년 ~ 969년   | 회릉(懷陵)     |
| 제5대 | 요 경종 (遼景宗)                  | 효성강정문목황제 (孝成康靖文穆皇帝)              | 야율현 (耶律賢)     | 명의 (明扆)     | 보녕(保寧) 969년 ~ 979년 건형(乾亨) 979년 ~ 982년                                                                                      | 969년 ~ 982년   | 건릉(乾陵)     |
| -     | -                                 | 장숙황제 (章肅皇帝) (요 성종 추숭)               | 야율홍고 (耶律洪古) | 이호 (李胡)     | - | -               | -              |
| 제6대 | 요 성종 (遼聖宗)                  | 문무대효선숙경황제 (文武大孝宣肅景皇帝)          | 야율융서 (耶律隆緖) | 문수노 (文殊奴) | 통화(統和) 983년 ~ 1012년 개태(開泰) 1012년 ~ 1021년 태평(太平) 1021년 ~ 1031년                                                        | 982년 ~ 1031년  | 영경릉(永慶陵) |
| 제7대 | 요 흥종 (遼興宗)                  | 신성효장황제 (神聖孝章皇帝)                      | 야율종진 (耶律宗眞) | 지골 (只骨)     | 경복(景福) 1031년 ~ 1032년 중희(重熙) 1032년 ~ 1055년                                                                                  | 1031년 ~ 1055년 | 영흥릉(永興陵) |
| 제8대 | 요 도종 (遼道宗)                  | 인성대효문황제 (仁聖大孝文皇帝) (소황제(昭皇帝)) | 야율홍기 (耶律洪基) | 사랄 (査剌)     | 청녕(淸寧) 1055년 ~ 1064년 함옹(咸雍) 1065년 ~ 1074년 대강(大康) 1075년 ~ 1084년 대안(大安) 1085년 ~ 1094년 수창(壽昌) 1095년 ~ 1101년 | 1055년 ~ 1101년 | 영복릉(永福陵) |
| -     | 요 순종 (遼順宗) (요 천조제 추숭) | 대효순성황제 (大孝順聖皇帝)                      | 야율준 (耶律濬)     | 야로알 (耶魯斡) | - | -               | -              |
| 제9대 | -                                 | 천조황제 (天祚皇帝)                              | 야율연희 (耶律延禧) | 아과 (阿果)     | 건통(乾統) 1101년 ~ 1110년 천경(天慶) 1111년 ~ 1120년 보대(保大) 1121년 ~ 1125년                                                       | 1101년 ~ 1125년 | 건릉(乾陵)     |